# С планине и испод планине (1905)
 „С планине и испод планине“ је трећа збирка приповедака српског књижевника Петра Кочића. Објављена је почетком 1905. у Талетовој штампарији у Београду. Посвећена је докторима Н. Вучетићу и М. Вучетићу. Збирка се састоји из шест приповедака: „Из староставне књиге Симеуна Ђака”, „Мејдан Симеуна Ђака”, „Ракије, мајко!”, „Јајце”, „Пјесма младости”, и „У магли”. Ова књига је уједно и трећа од укупно три различите Кочићеве збирке које носе назив „С планине и испод планине”.